# Pericallia sipahi
Pericallia sipahi là một loài bướm đêm thuộc phân họ Arctiinae, họ Erebidae.